# 三香見サカ
三香見 サカ（みかみ サカ）は、日本の漫画家。

## 人物・作風
美術系の専門学科のある高校に通っていた。高校3年生のときに漫画に詳しい先生に協力してもらいながら描いた漫画を初めて投稿する。
その後、代々木アニメーション学院マンガ科1年の際に『罪因事変』で講談社 週刊少年マガジン 第104回新人漫画賞にて特別奨励賞を受賞する。
講談社 週刊少年マガジン 第105回新人漫画賞受賞作『海月のうた』は3作目の作品で、この受賞が後のマガジンポケット連載作品『薫る花は凛と咲く』に繋がる。
『薫る花は凛と咲く』は担当の「連載も青春物で行こう」という発言を受けて描いた作品ではあるが、三香見も無意識的に青春物を好んでいるのかもしれないとしている。
好きな漫画としては『進撃の巨人』と『しゅごキャラ!』を挙げており、漫画家という職業を意識したきっかけとしても『進撃の巨人』を挙げている。

## 作品リスト

### 漫画作品
- 2023年10月現在。
- 〈種〉連載か読切かで2種に大別。

|  | 連載作品 |  | 読切作品 |

|   | 作品名                   | 種   | 発行   | 掲載                                        | 備考                                                       |
| - | ------------------------ | ---- | ------ | ------------------------------------------- | ---------------------------------------------------------- |
| 1 | Liebring                 | 読切 | 講談社 | 『マガジンポケット』2019年12月20日          | 2019年10月期MGP受賞作                                      |
| 2 | 罪因事変                 | 読切 | 講談社 | 『マガジンポケット』2020年10月1日           | 講談社 週刊少年マガジン 第104回新人漫画賞受賞作 特別奨励賞 |
| 3 | 殺し屋メイドとお坊ちゃま | 読切 | 講談社 | 『マガジンポケット』2020年11月9日           |                                                            |
| 4 | 海月のうた               | 読切 | 講談社 | 『マガジンポケット』2021年2月1日            | 講談社 週刊少年マガジン 第105回新人漫画賞受賞作 入選       |
| 5 | 薫る花は凛と咲く         | 連載 | 講談社 | 『マガジンポケット』2021年10月21日 - 連載中 |                                                            |

### 書籍
- 『薫る花は凛と咲く』、講談社〈講談社コミックス〉2022年 - 、既刊18巻（2025年8月7日現在）